# Паперный, Зиновий Самойлович
Зино́вий Само́йлович Папе́рный (5 апреля 1919, Глуск или Гайсин — 22 августа 1996, Москва) — советский и российский литературовед, прозаик, литературный критик. Также известен как литературный пародист.

## Семья
Родился 5 апреля 1919 года, по разным данным, в городе Гайсин Подольской губернии или в городе Глуск Минской губернии в семье учителей Самуила (Шмилика) Лазаревича Паперного и Иты Израилевны Майзиль. Еврей.
Сын — Владимир Паперный (род. 1944), советский, российский и американский культуролог, дизайнер, историк архитектуры, архитектурный критик, колумнист, писатель.
Дочь — Татьяна Паперная (1952—1978).
Сын — Борис Паперный (род. 1978)
Племянница — Ирина Борисовна Паперная (1941—2021), российская арт-директор, предпринимательница. Владелица московского клуба «Китайский лётчик Джао Да».
Внучатый племянник (сын Ирины Паперной) — Алексей Михайлович Паперный (род. 1963), советский и российский поэт, музыкант.

## Биография
Окончил МИФЛИ им. Н. Г. Чернышевского (1941). Доктор филологических наук (1964), профессор. Член Союза писателей СССР (1954).
В конце 1940-х годов принял участие в борьбе с космополитизмом.
Автор статей о Борисе Пастернаке в Краткой литературной энциклопедии (1968) и Большой Советской энциклопедии (1975).

Подготовил сборник «Пролетарские поэты первых лет советской эпохи» для Большой серии «Библиотеки поэта» (1959).
В 1980 году был удостоен премии «Золотой телёнок» «Литературной газеты» («Клуба 12 стульев»).
Умер 22 августа 1996 года. Похоронен в Москве на Востряковском кладбище.

## Основные работы

### Критика и литературоведение
- О мастерстве Маяковского. М., Советский писатель,1953, 2-е дополн. изд. — 1957
- А. П. Чехов: Очерк творчества. М.: Гослитиздат, 1954, 2-е дополн. изд. — 1960
- О художественном образе. М., Госполитиздат, 1961 (Популярная библиотечка по эстетике)
- Поэтический образ у Маяковского. М.: Изд-во АН СССР, 1961
- Самое трудное: Статьи, рецензии, фельетоны. М., Советский писатель, 1963
- 17 1/2 фельетонов. М.: Искусство, 1966
- Человек, похожий на самого себя: о М. Светлове. М.: Советский писатель, 1967
- Записные книжки Чехова. М.: Советский писатель, 1976
- «Чайка» А. П. Чехова. М.: Художественная литература, 1980 (Массовая историко-литературная библиотека)
- Вопреки всем правилам: Пьесы и водевили Чехова. М.: Искусство, 1982
- Единое слово: Статьи и воспоминания. М.: Советский писатель, 1983 — 384 с., 20 000 экз.
- Стрелка искусства. М., 1986
- Музыка играет так весело… М., Советский писатель,1990
- Птичка голосиста. М., 1990

### Сценарии к фильмам
- 1966 — Последний жулик
- 1969 — Похищение

### Пародии
Самая известная его пародия — «Чего же он кочет?» — на роман Всеволода Кочетова «Чего же ты хочешь?», посвящённый борьбе с тлетворным влиянием буржуазной пропаганды. Она не была опубликована в официальной прессе, но «ходила» по Москве, напечатанная на машинке (в «самиздате»). Секретарь МГК по идеологии А.П. Шапошникова характеризовала пародию Паперного «Чего же он кочет?» как «пасквиль на нашу советскую действительность, на партию, на советский народ». 
9 июня 1970 года Паперный подвергся аналогичным обвинениям на заседании бюро Киевского райкома КПСС и был исключён из партии.

## Постановки
В 1967 году в Рижском ТЮЗе был поставлен одноимённый спектакль по пьесе «Человек, похожий на самого себя».

### Факты
Зиновий Паперный — автор крылатого выражения «Да здравствует всё то, благодаря чему мы, несмотря ни на что».